# Dondurma
Dondurma è il gelato tipico turco. I suoi ingredienti base di solito sono: panna o latte intero, panna montata, zucchero, salep (una farina derivata dai tuberi essiccati di alcune orchidee selvatiche, con funzione addensante, che rende il gelato semisolido e resistente allo scioglimento anche alle alte temperature estive) e mastica (una resina vegetale aromatica ottenuta dal lentisco, che serve a dare al composto il suo aroma distintivo e la sua caratteristica consistenza gommosa,  appiccicosa e filante, simile a quella di una gomma da masticare). 
Una variante contenente una maggior quantità di salep e dunque più solida, che si mangia a fette, talvolta con forchetta e coltello, è il cosiddetto "gelato di Maraş" (in turco Maraş dondurması) che prende il nome dall'omonima provincia dell'Anatolia meridionale (attualmente chiamata Kahramanmaraş), da cui si ritiene abbia origine.
Il dondurma si consuma anche in Grecia, soprattutto nel nord del Paese (non presente infatti ad Atene), dov'è stato portato negli anni 1920 dai profughi turchi ellenofoni costretti ad abbandonare il proprio paese in quel periodo. In Grecia si è sviluppata una variante più soffice e malleabile dell'originale gelato turco, chiamata kaimaki.

## Storia
Originariamente in Turchia vi era solo questo gelato a base di salep e mastice e la sua ricetta fu tenuta segreta per 300 anni dall'Impero ottomano, finché a metà del XIX secolo, un mercante siriano riuscì a trafugarla da Istanbul a Damasco, dove ne sviluppò una versione locale, chiamata booza. La variante siriana è più leggera e ariosa dell'originale dondurma turco.